# Muhammad Bajtiiar Jalyi
Bajtiiar Jalyi fue un afgano turcomano que participó en la conquista de la India por los musulmanes en el final del Imperio gúrida y conquistó Bengala.
- Ikhtiyar al-Din Muhammad Bakhtiyar[1]
- ইখতিয়ার উদ্দিন মুহম্মদ বিন বখতিয়ার খিলজী , en letra bengalí
- /ijtiiár aldín mujamád bajtiiár jályi/
- اختيار الدين محمد بن بختيار الخلجي en letra persa

Posiblemente nació en la actual Turkmenistán. Era teniente del gobernante Qutb ud-Din Aibak, de la Dinastía shansabánida gúrida. Después de que le fueron negados un par de gobiernos (en Gazni y en Delhi) comenzó a actuar por su cuenta como ghazi (combatiente por la fe islámica) en los distritos de Oudh y Badaun. En 1193 destruyó la famosa universidad budista de Nalanda.
A partir de 1197 conquistó el estado de Bijar. Después de 1200, Qutb ad-Din Aybak (que era gobernador y no sultán), que ya estaba gobernando en Delhi, le autorizó a entrar en Bengala (gobernada por el anciano rey Laksman Sen, de la dinastía Sena), tomando posesión sin luchar de las ciudades de Gaur (también llamada Lajnauti, actualmente en ruinas) y Nabaduip (en el distrito de Nadía). Estableció su capital en Gaur, donde leyó el jutba (sermón del viernes) en nombre de Muizz al-Din Muhammad (que era el sultán gúrida desde 1203).
Invadió el Tíbet sin éxito. A su regreso perdió parte de su ejército a manos de los mehcs del este de Karatoia. Pudo volver a Devakot (en Bengala), y murió en 1205 o 1206, no se sabe si de enfermedad o asesinado por el general khalji rival Alí Mardan, que después fue gobernador de Bengala (1208), nombrado por Aibak. Fue enterrado en Bihar.
Bengala cayó en manos del sucesivos gobernadores musulmanes (con sede en Gaur y Lakhnawti), bajo soberanía de los sultanes de Delhi. El Imperio gúrida se desvaneció.